# Hendrik Jacobus van Tulder

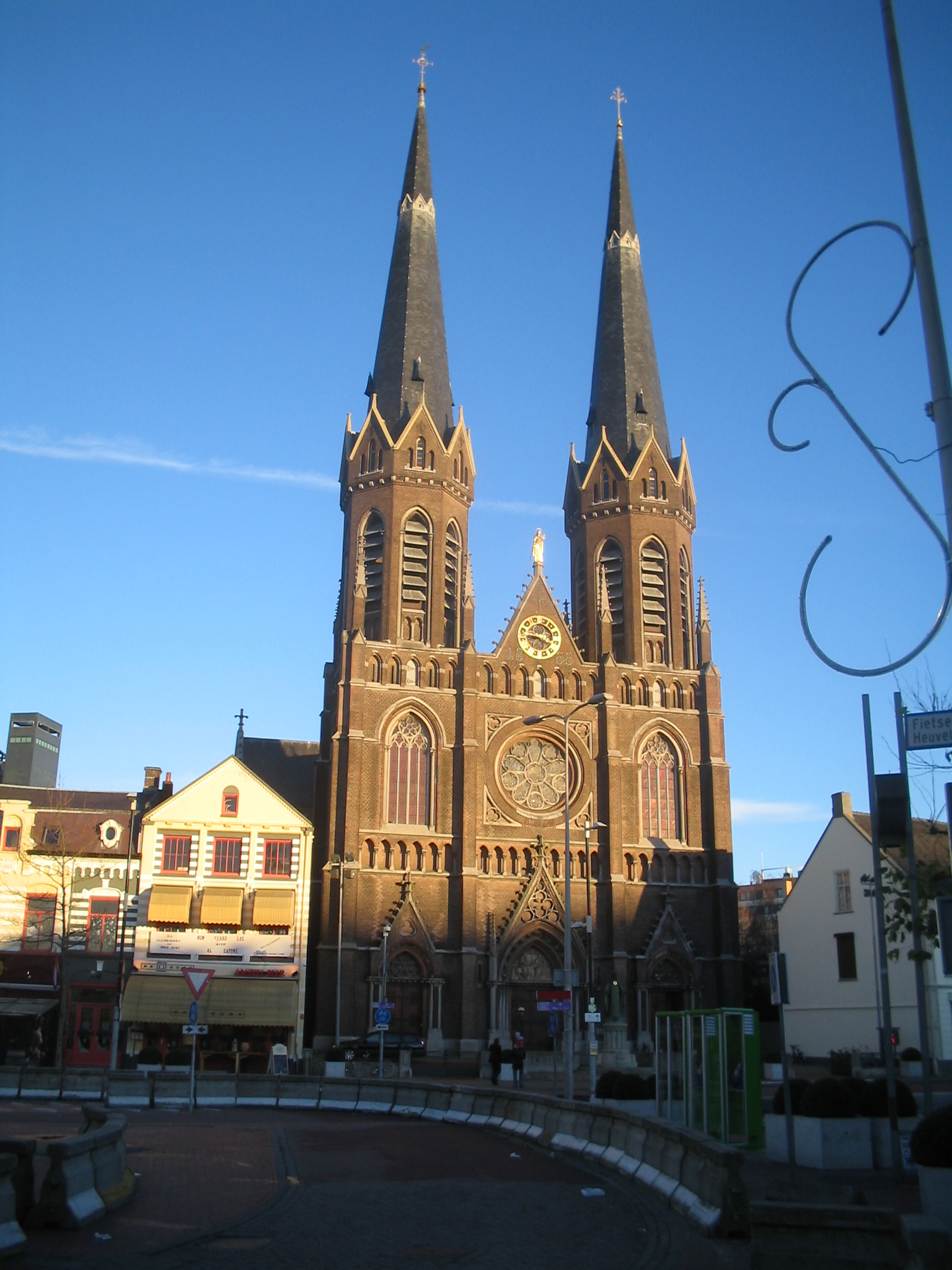
Tilburg: Sint-Jozefkerk

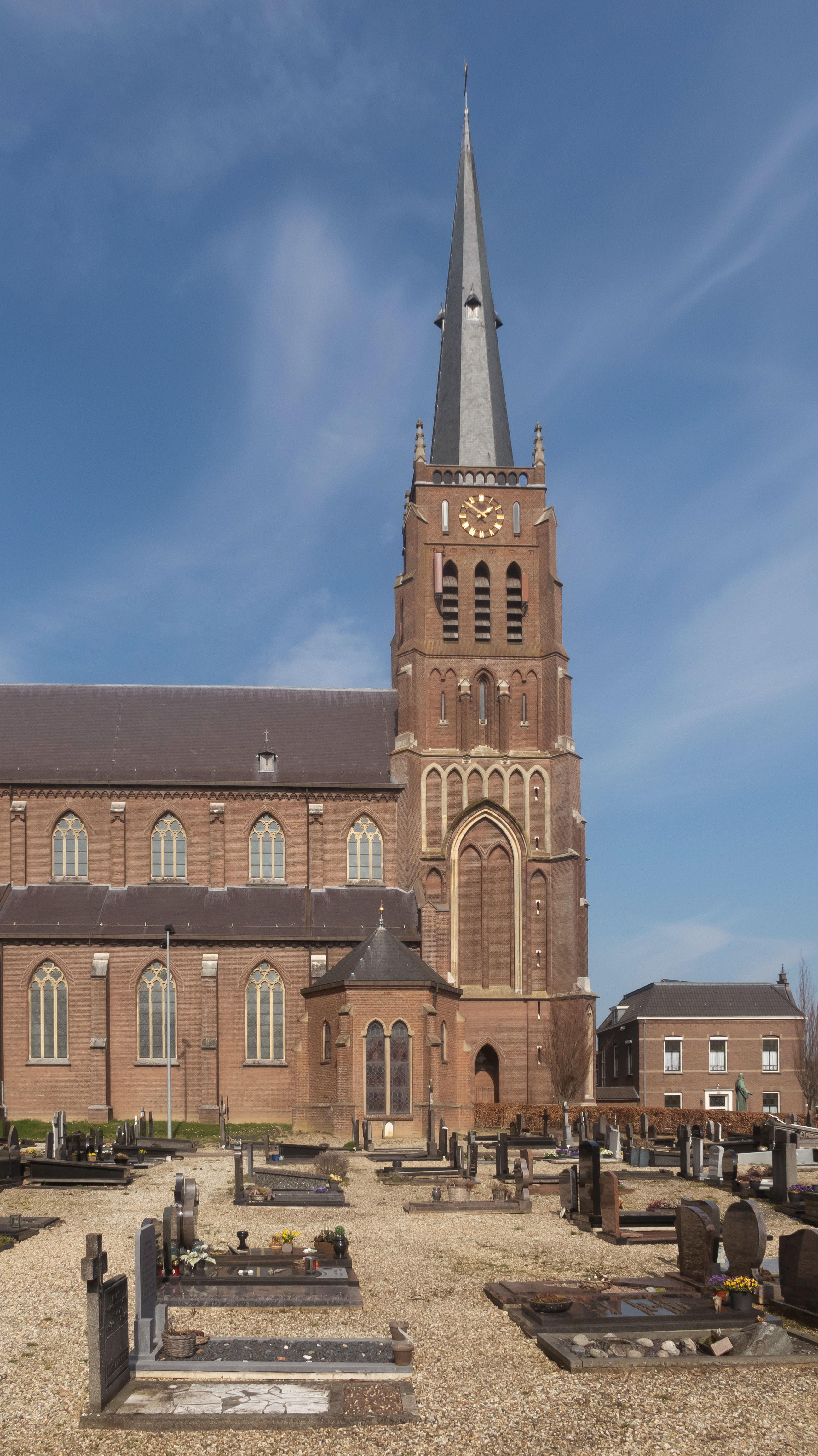
Dreumel: Sint-Barbarakerk

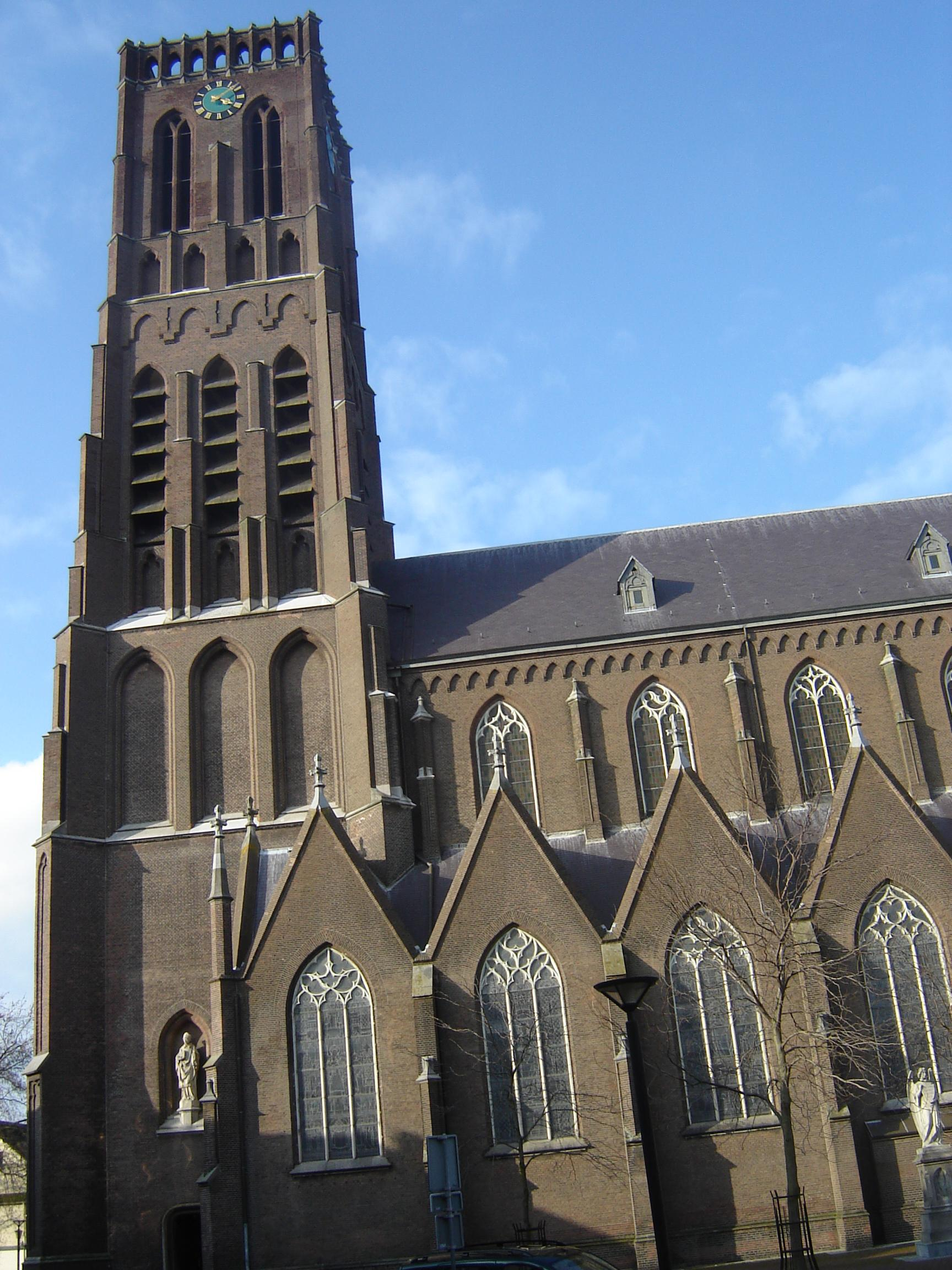
Oss: Grote Kerk

Hendrik Jacobus van Tulder, ook wel bekend als Henri van Tulder of Henri Jacques van Tulder (Tilburg, 1 mei 1819 - Schaarbeek, 25 november 1903) was een Nederlandse architect. Daarnaast is hij ook als ontwerper en stedenbouwkundige actief geweest. Van Tulder is van belang als pionier van de neogotiek en bouwde in deze stijl een groot aantal kerkgebouwen, met name in Noord-Brabant.

## Leven en werk
Van Tulder was de zoon van Dionysius van Tulder en Adriana van Heesbeen. Over zijn opleiding is weinig met zekerheid bekend. Waarschijnlijk studeerde hij begin jaren 40, net als later zijn tijdgenoot P.J.H. Cuypers, aan de Koninklijke Academie voor Schone Kunsten van Antwerpen, waar naast de indertijd gebruikelijk neoclassicistische stijl ook veel aandacht was voor de gotiek. Van 1844 tot 1846 werkte hij in Brussel op het bureau van architect Jean-Pierre Cluysenaar. Hij trouwde op 12 februari 1848 met Johanna Fremau. Dat jaar vestigde hij zich in zijn geboortestad Tilburg, waar hij een belangrijke rol zou gaan spelen bij de transformatie van een grotendeels agrarische gemeenschap in een industriestad. Twee jaar eerder had hij voor Tilburg een nieuw neoclassicistisch stadhuis ontworpen. In dezelfde stijl en stad bouwde hij in 1852 de Korvelse kerk. Nog datzelfde jaar vergrootte hij de kerk van Gemert in neogotische stijl, een stijl die vanaf dat moment in zijn kerkelijk werk een hoofdrol zou blijven spelen, al zou hij nog enkele malen het neoclassicisme toepassen. In totaal bouwde hij 26 kerken in het Bisdom 's-Hertogenbosch. Als zijn belangrijkste werken gelden de Heuvelse kerk in Tilburg, de Grote Kerk in Oss en de Sint-Petruskerk in Woensel. Verder ontwierp hij de Sint-Lambertuskerk in Haren, en kerken in onder meer Esch, Haren, Elshout en Stiphout.
Terwijl zijn eerste neogotische kerken nog grote kenmerken vertonen van de zogenaamde 'Willem-II gotiek' waarbij gotische vormen zonder veel kennis van de gotiek werden toegepast, evolueerde Van Tulders werk geleidelijk in de richting van de rationele of 'echte' neogotiek zoals deze werd ontwikkeld door P.J.H. Cuypers. In 1871 paste hij, in navolging van Cuypers, in de parochiekerk van Eerde (gem. Veghel) stenen gewelven toe. De waardering voor Van Tulders werk leed echter lang onder de vergelijking met Cuypers. Een belangrijk punt van kritiek was de indeling van de gevels, die vaak geen beeld gaven van hetgeen zich daarachter bevond. Pas met de herwaardering van de neogotiek in de jaren 70 van de 20e eeuw nam ook de waardering voor Van Tulder weer toe.
In zijn niet-kerkelijke werk paste Van Tulder meerdere stijlen toe. Bekend zijn psychiatrisch ziekenhuis Voorburg in Vught en de verbouwing van kasteel d'Oultremont (in het voormalige Land van Ooit), die beide neogotische kenmerken vertonen, een aantal huizen in Tilburg in neoclassicistische stijl en een tweetal huizen in neorenaissance stijl.
Ook op andere terreinen was Van Tulder werkzaam. Zo ontwierp hij behalve gebouwen ook monumenten en meubilair en was hij in Tilburg actief als stedenbouwkundige.
In 1889 verhuisde Van Tulder van Tilburg naar Laken bij Brussel. Uit de periode hierna is slechts één werk bekend, een villa te Overboelare bij Geraardsbergen uit 1893.
De Rotterdamse architect Jacques van Gils was een leerling van Van Tulder. Hij voltooide ten minste een van diens werken, de Sint-Joriskerk in Stratum.